# Округ Ерли (Џорџија)
Округ Ерли (енгл. Early County) је округ у америчкој савезној држави Џорџија.

## Демографија
По попису из 2010. године број становника је 11.008, што је 1.346 (-10,9%) становника мање 2000. године.
| Група             | 2000.         | 2010.         |
| Белци             | 6.159 (49,9%) | 5.250 (47,7%) |
| Афроамериканци    | 5.947 (48,1%) | 5.462 (49,6%) |
| Азијати           | 23 (0,2%)     | 37 (0,3%)     |
| Хиспаноамериканци | 152 (1,2%)    | 171 (1,6%)    |
| Укупно            | 12.354        | 11.008        |